# Renick (Misuri)
Renick es una villa ubicada en el condado de Randolph en el estado estadounidense de Misuri. En el Censo de 2010 tenía una población de 172 habitantes y una densidad poblacional de 333,72 personas por km².

## Geografía
Renick se encuentra ubicada en las coordenadas 39°20′31″N 92°24′39″O / 39.34194, -92.41083. Según la Oficina del Censo de los Estados Unidos, Renick tiene una superficie total de 0.52 km², de la cual 0.52 km² corresponden a tierra firme y (0%) 0 km² es agua.

## Demografía
Según el censo de 2010, había 172 personas residiendo en Renick. La densidad de población era de 333,72 hab./km². De los 172 habitantes, Renick estaba compuesto por el 99.42% blancos, el 0.58% eran afroamericanos, el 0% eran amerindios, el 0% eran asiáticos, el 0% eran isleños del Pacífico, el 0% eran de otras razas y el 0% pertenecían a dos o más razas. Del total de la población el 1.74% eran hispanos o latinos de cualquier raza.